# Planina pod Golico
Planina pod Golico – wieś w Słowenii, w gminie Jesenice. W 2018 roku liczyła 271 mieszkańców.